# Peyrun
Peyrun é uma comuna francesa na região administrativa de Occitânia, no departamento dos Altos Pirenéus. Estende-se por uma área de 4,01 km². Em 2010 a comuna tinha 89 habitantes (densidade: 22,2 hab./km²).